# Extinction (minéralogie)
Pour les articles homonymes, voir Extinction.

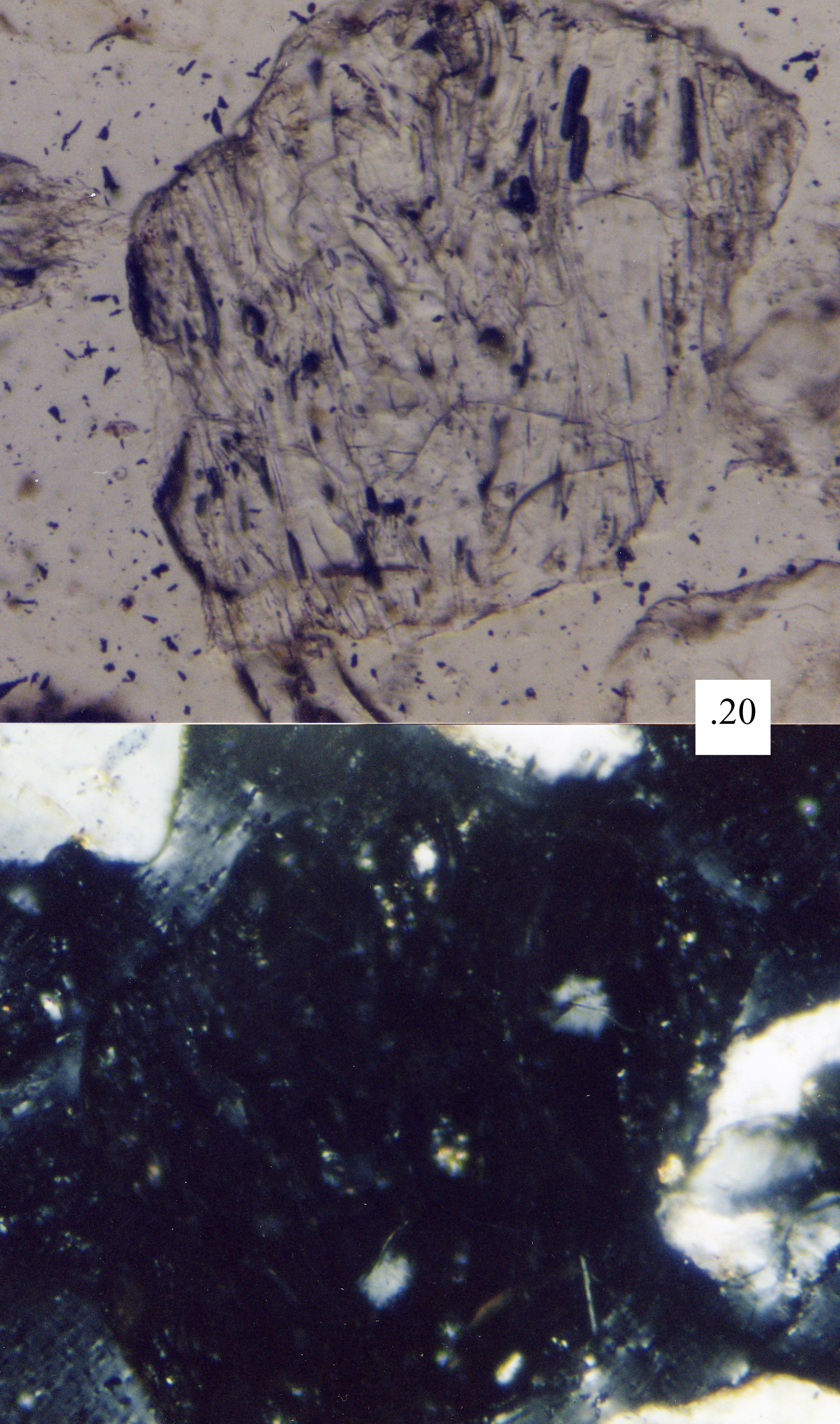
Un grain de verre volcanique observé dans un microscope pétrographique. Sa nature amorphe le rend éteint en lumière polarisée croisée (photo du bas), et il ne possède donc pas d'angle d'extinction. Boîte d'échelle en millimètres.

En minéralogie optique et en pétrologie, l'extinction est le moment où la lumière polarisée croisée s’assombrit, telle que vue à travers une lame mince d’un minéral dans un microscope pétrographique. Les minéraux isotropes, les minéraux opaques (métalliques) et les matériaux amorphes (verre) ne permettent pas la transmission de la lumière sous lumière polarisée croisée (c’est-à-dire qu'ils ont une extinction constante). En revanche, les minéraux anisotropes montreront une extinction pour chaque rotation de 90 degrés de la platine du microscope.
L’angle d’extinction est la mesure entre la direction de clivage ou habitus d’un minéral et l'extinction. Pour le trouver, il suffit d’aligner les lignes de clivage/la direction longue du minéral avec l’un des réticules du microscope et de tourner la platine supportant la lame mince jusqu’à ce que l’extinction se produise. L'angle de rotation de la platine est l’angle d’extinction, compris entre 0 et 89 degrés. Un angle de 90 degrés est considéré comme un angle nul, et est connu sous le nom d’extinction parallèle. L’extinction oblique est un angle mesuré entre 1 et 89 degrés. Les minéraux à deux clivages peuvent avoir deux angles d’extinction, une extinction symétrique se produisant lorsque les minéraux ont plusieurs angles identiques. Les minéraux qui n’ont pas de clivage ou à structure cubique n'ont pas d’angle d’extinction.

Extinction ondulée dans le quartz.

Les minéraux présentant une extinction ondulée, une solution solide/zonation ou d’autres facteurs (par exemple, l’extinction en œil de perdrix dans le mica) peuvent perturber cette mesure et la rendre plus difficile à utiliser.